# Johann Kerkring († 1516)

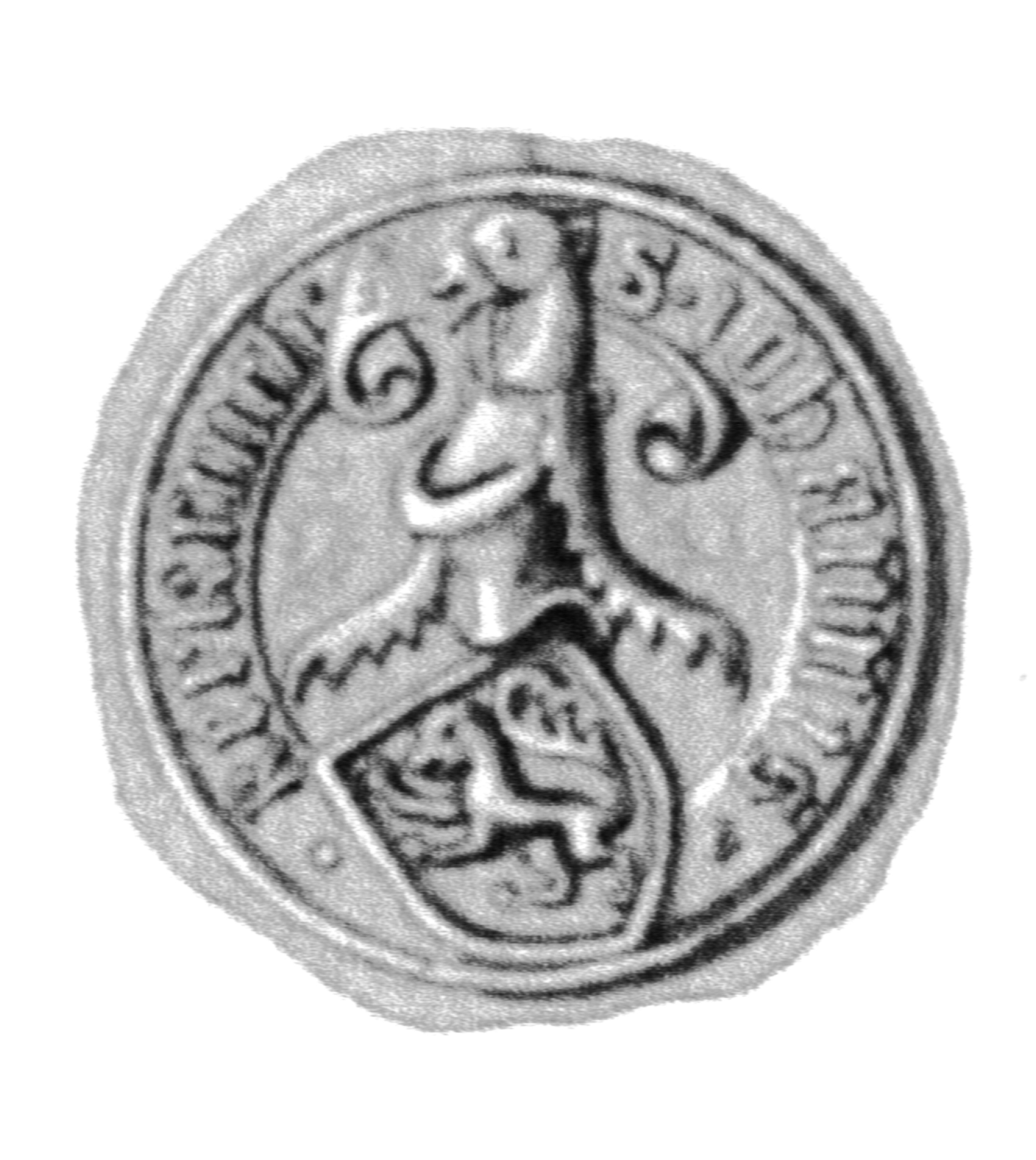
Siegel des Johann Kerkring

Johann Kerkring (* 15. Jahrhundert; † 1516) war ein deutscher Ratsherr der Hansestadt Lübeck.

## Leben
Johann Kerkring war Sohn des Lübecker Bürgers Johann Kerkring. Er wurde 1479 Mitglied der patrizischen Zirkelgesellschaft und 1484 zum Ratsherrn erwählt. Er war mehrfach Kämmereiherr des Rates, so 1503, 1505–1510 und 1512–1514. Gemeinsam mit dem Bürgermeister Johann Hertze nahm er an allen wichtigen Verhandlungen des Jahres 1503 als Kämmerer mit teil. Er vertrat Lübeck auf den Hansetagen 1507 und 1511 in Lübeck.
Kerkring war mit einer Tochter des Lübecker Bürgermeisters Hinrich Castorp verheiratet und bewohnte das Haus Mengstraße 12 in der Lübecker Altstadt. Der Ratsherr Hinrich Kerckring war sein Sohn. Seine Tochter Agneta heiratete 1529 Johann Wigerinck.